# Carandiru
Carandiru és una pel·lícula dramàtica brasilera de 2003 dirigida per Héctor Babenco. Està basada en el llibre Estação Carandiru de Drauzio Varella, un metge i especialista en la infecció pel VIH i sida.
Carandiru explica algunes de les històries que van passar a la presó de Carandiru quan era la presó més gran d'Amèrica Llatina. La història culmina amb la massacre de 1992 on 111 presos van ser assassinats, 102 dels quals per la policia. El rodatge de pel·lícula va ser l'últim ús de la presó abans de ser enderrocada el 2002, un any abans de l'estrena de la pel·lícula.
Babenco va afirmar que Carandiru és «la pel·lícula més realista he fet mai», i presenta un nou tipus de realisme brasiler inspirat en el cinema novo, no només pensat per a retratar diferents aspectes del Brasil, sinó que també es va rodar al lloc dels fets i es van emprar molts presos reals com a actors. A causa d'aquest enfocament alhora de retratar la realitat, Carandiru es pot llegir com un docudrama o com un testimoniatge dels presos.

## Argument
Aquesta història episòdica està ambientada a la coneguda presó de Carandiru de São Paulo, un dels sistemes penitenciaris més grans i violents d'Amèrica Llatina.
Explica les històries de diferents reclusos a través del ulls del doctor Varella, que acut a la presó per a fer proves de VIH als interns. Ell, com Buscapé a Cidade de Deus, actua com a altaveu per a les històries dels que no tenen veu. S'hi mostren les condicions inhumanes de la presó, l'amuntegament i el descontrol que professen els guàrdies. L'ordre a la presó està totalment controlat pels mateixos presos, fet que els porta a enfrontar-se a situacions límit com assassinats, consum de drogues i malalties.
Algunes de les històries memorables són el matrimoni de Lady Di (una dona trans) i No Way, la dinàmica familiar de Deusdete i Zico, les addiccions al crack d'Ezequiel i Zico i els afers de Majestade.
Els presoners són humanitzats explicant les seves històries, la qual cosa fa que el motí i la massacre de Carandiru siguin encara més dolorosos per al públic. Així, quan la pel·lícula acaba amb plans reals de l'enderrocament de la presó de Carandiru, Babenco empra la catarsi.

## Temes

### Innocència
En un moment de la pel·lícula, Ebony pregunta sarcàsticament al doctor Varella si s'ha adonat que tots els presos de Carandiru són innocents. Tots els reclusos sí que es veuen a si mateixos com a innocents, fet que diu molt de la idea que els presos es veuen a si mateixos com a persones obligades a cometre delictes. En aquest sentit, Carandiru empra el doctor Varella com a mediador social que escolta totes les versions de les veritats dels presos, permetent al públic una visió del seu món, fent que el públic els vegi des d'una perspectiva diferent. En donar veu als presoners, Carandiru els dona l'oportunitat d'explicar les seves històries sense fer front a cap judici.

### Moralitat
El tema de la moral apareix molt a prop del tema de la innocència a Carandiru. Mentre que alguns dels personatges són literalment innocents, altres cometen els seus crims per raons potencialment morals. Deusdete (que no té antecedents per delictes) dispara a un dels homes que van violar la seva germana. Un altre exemple és Majestade, que assumeix la culpa del crim de la seva dona: tot i que és responsable de tenir dues dones, no és el culpable de l'incendi domèstic i la temptativa d'assassinat, motiu pel qual està a la presó.

### Sistema legal
Tot i que l'enfocament de Carandiru és humanitzar els presos, posa èmfasi en el sistema jurídic brasiler disfuncional i el propi codi moral dels presos. Deusdete, que assassina un home per violar la seva germana, en un principi vol denunciar la violació a la policia. Tanmateix, els seus amics li aconsellen que no ho faci perquè la policia no es prendrà seriosament la seva denúncia i no perseguirà els violadors. Així, Deusdete sent la necessitat de fer justícia per compte propi, creant el seu propi «sistema jurídic». La idea de crear un sistema legal o «codi d'honor del presoner» fascina Babenco, que va afirmar que el codi d'honor era un dels aspectes més interessants de la pel·lícula.

### Brutalitat contra civilització
El focus en els sistemes legals injustos entra en joc quan la massacre real durant el clímax de la pel·lícula. Els presoners acaben amb la seva revolta i entreguen totes les seves armes improvisades a petició del director de la presó. Tanmateix, la força policial assalta el complex de totes maneres, matant centenars de presoners indefensos. La policia apareix com a monstres, matant simplement per matar, forçant el públic a qüestionar-se si és la policia o són els presos els més civilitzats. Amb això, Carandiru il·lustra que el Brasil té dues civilitzacions, ambdues brutals: la que viu sota l'empar de la llei governamental i la que viu sota el seu propi conjunt de lleis. El director Héctor Babenco va rodar la pel·lícula a la mateixa presó i, de manera neorealista, va utilitzar un gran repartiment d'actors novells, alguns dels quals eren antics reclusos.

## Acollida
Carandiru va ser la pel·lícula brasilera més taquillera de l'any i la tercera en general, per darrere de Bruce Almighty i Matrix Reloaded, atraient més de 4,6 milions d'espectadors als cinemes. Més tard, la pel·lícula va ser presentada al 56è Festival Internacional de Cinema de Canes el 19 de maig.
També es va projectar en diversos festivals de cinema, com ara el Festival Internacional de Cinema de Toronto, el Festival Internacional del Nou Cinema Llatinoamericà de l'Havana, Festival Internacional de Cinema de Cartagena de Indias, el Festival de Cinema d'Hamburg, la Mostra Internacional de Cinema a Mèxic, el Festival de Cinema de Sundance i el Festival Internacional de Cinema de Bangkok, entre d'altres.